# Drummoyne, New South Wales
Drummoyne este o suburbie în Sydney, Australia.